# Done by Mirrors
Done by Mirrors es el segundo y último álbum solista de Andi Deris, vocalista de la banda de power metal Helloween. En Japón, fue lanzado en 1999, pero por problemas con la discográfica, fue lanzado en 2000 en el resto del mundo. 
El sonido es diferente de Helloween, y de su anterior álbum, Come in From the Rain, con una temática oscura.

## Listado de canciones
Todas los temas fueron escritos por Andi Deris
1. «Let Your Love Fly Free» - 4:23
2. «Dangerous» - 3:37
3. «The Best You Don't Need to Pay For» - 3:50
4. «Harvest» - 1:18
5. «Free» - 3:11
6. «Did It All for You» - 4:22
7. «A Little Bit More Each Day» - 3:43
8. «I Don't Believe in the Good» - 3:25
9. «Patient» - 3:46
10. «Back Again» - 4:15
11. «Child of My Fear» - 3:32
12. «Do You Really Wanna Know» [pista adicional en japonés] - 7:18

## Créditos
- Andi Deris – Voz, guitarra
- Don Pupillo – guitarra
- Gisbert Royder – bajo
- Ralph Maison – batería